# Juliaen Teniers starší
Juliaen Teniers starší či Juliaan Teniers (1572 – 1615) byl vlámský malíř, jeden z členů malířské rodiny Teniersů.

## Život
Juliaan Teniers se narodil v Antverpách. Byl nevlastním bratrem Davida Tenierse staršího a strýcem Davida Tenierse mladšího. Jeho manželkou se 23. dubna 1595 stala Suzanna Coignet, sestra malíře Gillise II. Coigneta. Měli spolu tři děti: Jana Baptista, Melchiora a Joannu. V roce 1595 se Juliaen Teniers stal mistrem cechu svatého Lukáše a vstoupil do Armenbusu. Juliaan a jeho manželka žili v Koningstraatu až do roku 1597, kdy koupili dům De Roos ve Vaartstraatu. Mezi lety 1595 a 1608 měl nejméně jedenáct žáků, z nichž se stali slavnými pouze Gaspar van den Hoecke a jeho nevlastní bratr David Teniers starší. Juliaan Teniers zemřel krátce před 11. březnem 1615.

## Práce
S Davidem Teniersem starším pracoval na scénách pro hry, které se uskutečnily během Joyeuse Entrée, při příležitosti arcivévodské návštěvy Antverp. Jeho obrazy jsou známy pouze z inventárních seznamů, které jasně ukazují, že někdy spolupracoval s Joosem de Momper a Claesem van Cleve.